# (512) Taurinensis
(512) Taurinensis – planetoida z grupy przecinających orbitę Marsa okrążająca Słońce w ciągu 3 lat i 89 dni w średniej odległości 2,19 j.a. Została odkryta 23 czerwca 1903 roku w Landessternwarte Heidelberg-Königstuhl w Heidelbergu przez Maxa Wolfa. Nazwa planetoidy pochodzi od Taurinum, starożytnej nazwy miasta Turyn. Przed jej nadaniem planetoida nosiła oznaczenie tymczasowe (512) 1903 LV.